# Ismo Vorstermans
Ismo Vorstermans (Almere, 30 maart 1989) is een Nederlands voetballer die als verdediger speelde.

## Biografie
Vorstermans begon met voetballen in de jeugd bij De Zwarte Schapen, later FC Omniworld. Hierna kwam hij in de jeugdopleiding van AFC Ajax waar hij tot de A1 speelde. In 2008 ging hij naar FC Utrecht waar hij, na een lange blessure, aansloot bij Jong FC Utrecht.
Op 23 september 2009 maakte hij zijn debuut in het eerste elftal als basisspeler in de thuiswedstrijd om de KNVB beker tegen FC Groningen (2-4 nederlaag). Vanaf 2010 maakt hij deel uit van de selectie van het eerste elftal. Vorstermans speelde op 22 juli 2010 mee in de kwalificatiewedstrijd voor de UEFA Europa League tegen KF Tirana.
Op 23 januari 2011 maakte Vorstermans z'n eerste doelpunt voor FC Utrecht in het met 3-0 gewonnen duel van Ajax. Hij maakte de 3-0. Ongeveer maand later maakt hij met een kopbal tegen Willem II in blessuretijd de reddende 3-3.
In januari 2012 werd hij tot het einde van het seizoen 2011/12 verhuurd aan VVV-Venlo. Bij zijn debuut voor de Venlose club scoorde hij direct een doelpunt in de wedstrijd tegen Feyenoord. Zijn huurperiode werd daar verlengd tot aan het einde van het seizoen 2012/13.
In seizoen 2013/2014 vertrekt hij bij FC Utrecht naar FC Dordrecht. Bij zijn debuut tegen Excelsior scoort hij opnieuw een doelpunt, maar valt hij even later geblesseerd uit. Als Vorstermans een week onder contract staat in Dordrecht, meldt technisch directeur Marco Boogers via Twitter dat Vorstermans een einde aan zijn loopbaan als profvoetballer heeft gemaakt. Volgens Boogers zou de 24-jarige Vorstermans zich op school en een maatschappelijke loopbaan willen richten. Een jaar later ging hij verder bij Topklasser SV Spakenburg. Hier vertrok hij in 2017.

## Clubstatistieken
| Seizoen         | Club            | Competitie      | Competitie | Competitie | Beker | Beker | Overige1 | Overige1 | Totaal | Totaal |
| Seizoen         | Club            | Competitie      | Wed.       | Dlp.       | Wed.  | Dlp.  | Wed.     | Dlp.     | Wed.   | Dlp.   |
| --------------- | --------------- | --------------- | ---------- | ---------- | ----- | ----- | -------- | -------- | ------ | ------ |
| 2009/10         | FC Utrecht      | Eredivisie      | 0          | 0          | 1     | 0     | 0        | 0        | 1      | 0      |
| 2010/11         | FC Utrecht      | Eredivisie      | 10         | 2          | 0     | 0     | 2        | 0        | 12     | 2      |
| 2011/12         | FC Utrecht      | Eredivisie      | 7          | 1          | 0     | 0     | —        | —        | 7      | 1      |
| 2011/12         | → VVV-Venlo     | Eredivisie      | 16         | 1          | 0     | 0     | 4        | 1        | 20     | 2      |
| 2012/13         | → VVV-Venlo     | Eredivisie      | 10         | 1          | 0     | 0     | 0        | 0        | 10     | 1      |
| 2013/14         | Dordrecht       | Eerste divisie  | 1          | 1          | 0     | 0     | 0        | 0        | 1      | 1      |
| 2014/15         | SV Spakenburg   | Topklasse       | 13         | 1          | 0     | 0     | —        | —        | 13     | 1      |
| 2015/16         | SV Spakenburg   | Topklasse       | 24         | 1          | 2     | 0     | —        | —        | 26     | 1      |
| 2016/17         | SV Spakenburg   | Tweede divisie  | 14         | 2          | 2     | 0     | —        | —        | 16     | 2      |
| Carrière totaal | Carrière totaal | Carrière totaal | 95         | 10         | 5     | 0     | 6        | 1        | 106    | 11     |

1Overige officiële wedstrijden, te weten UEFA Europa League en Play-offs.